# Блументаль, Джордж (банкир)
Джордж Блумента́ль (7 апреля 1858, Франкфурт-на-Майне, Германский союз — 26 июня 1941, Нью-Йорк, США) — американский банкир и филантроп германского происхождения

## Биография
В юности работал в банковском бизнесе в Германии. В 1883 году банковским домом Speyer & Co. был направлен на работу в США. В 1893 году стал партнёром банка Lazard Frères. В 1896 году был одним из пяти банкиров, предоставивших американскому президенту Гроверу Кливленду ссуду в 65 000 000 долларов (2 237 152 976 долларов в 2022 году) золотом, что спасло страну от финансового краха. В 1925 году ушёл в отставку и полностью посвятил свою жизнь коллекционированию предметов искусства и филантропии, проживая преимущественно в Париже.
С 1911 по 1939 год был президентом нью-йоркского больничного комплекса «Маунт-Синай», за это время пожертвовал на работу этой больницы в общей сложности 3 000 000 долларов. 
С 1909 года входил в число попечителей нью-йоркского Метрополитен-музея, с 1910 года — член его исполнительного комитета, с 1916 года — член финансового комитета. В 1928 году сделал благотворительный взнос в 1 000 000 долларов в фонд музея, в 1934 году избран его седьмым президентом и смог обеспечить функционирование музея в период Великой депрессии, оставался на этом посту до своей смерти в 1941 году.
После окончания Первой мировой войны вместе со своей первой женой Флоренс, на которой женился он в 1898 году, учредил «Американский фонд французской мысли и искусства» (фр. Association américaine pour la Pensée et l' Art français), преобразованный в 1929 году в «Ассоциацию Флоренс Блументаль» (фр. Association Florence Blumenthal). Эта ассоциация финансово помогала молодым французским писателям и художникам, вручая им гранты на творчество — первоначально таких грантов (именовавшихся также «Блюменталевской премией» — по французскому произношению фамилии) вручалось 10 в год, позднее их количество возросло до 14 в год. Сумма грантов составляла первоначально 6000 франков, в 1926 году она была увеличена до 10 000 франков. Премии выдавались вплоть до 1954 года, после чего ассоциация была ликвидирована, поскольку из-за разразившейся инфляции сумма гранта стала смехотворной. В 1926 году ассоциация также выделили 60 000 долларов на создание в парижской детской больнице оториноларингологического отделения, которое возглавил профессор Жак Ле Ме, и строительство здания для него. В течение нескольких лет суприги пожертвовали Сорбоннскому университету в общей сложности 250 000 долларов.
Помимо прочего, Джордж Блументаль обладал несколькими личными крупными коллекциями искусства: одна из них располагалась в Нью-Йорке на 70-й улице, дом 50 (снесён в 1943 году), где, помимо прочего, имелся испанский патио XVI века (Патио из замка Велес Бланко, в настоящее время — в коллекции Метрополитен-музея), а также «Поклонение волхвов» Йоса ван Гента (конец XV века), одна картина Эль-Греко, французской гобелен с изображением Карла Великого (ок. 1500 года), османский резной алтарь из слоновой кости X века, многие сокровища романского, готического барочного искусства, большое собрание французской скульптуры и живописи XVIII века. Семье Блументалей принадлежал за́мок вблизи города Граса на юге Франции (банкир за собственный средства построил шоссейную дорогу от этого города до Канн) и большой дом в Париже. 
В 1929 году за свою благотворительную деятельность Джордж и Флоренс Блементали были награждены орденами Почётного легиона.